# Larry J. Franco
Larry Joseph Franco (* 5. April 1949 in Sonora, Kalifornien) ist ein US-amerikanischer Filmproduzent und Filmregisseur.

## Leben
Nach seinem Abschluss an der Filmschule der UCLA trat Larry J. Franco dem Trainingsprogramm der Directors Guild of America bei und konnte bereits 1976 beim Kriegsfilm Schlacht um Midway als Praktikant arbeiten. Nachdem er 1976 das Programm erfolgreich abgeschlossen hatte, arbeitete er als Regieassistent von Regisseuren wie Mark Rydell, John Frankenheimer und Dick Richards in deren Filmen Und morgen wird ein Ding gedreht, Schwarzer Sonntag und Marschier oder stirb. Bereits 1979 lernte er John Carpenter kennen, dem er in Elvis und The Fog – Nebel des Grauens assistierte. Dieser war es auch, der ihn für seinen Film Die Klapperschlange erstmals als Produzent in Betracht zog. Diese Zusammenarbeit war so erfolgreich, dass sie bis 1988 mit Sie leben anhielt. Fortan wechselte Franco endgültig in den Produzentenbereich und produzierte Filme wie Mars Attacks!, Batman Begins und 2012.
Bis zu seiner Scheidung am 21. September 1984 war Franco mit Bing Russells Tochter Jill Russel verheiratet und war somit auch der Schwager von Kurt Russell. Zusammen haben beide drei gemeinsame Kinder. Zwei seiner Söhne sind die ehemaligen professionellen Baseballspieler Matt Franco und Phronsie Franco.

## Filmografie (Auswahl)
- 1975: Und morgen wird ein Ding gedreht (Harry and Walter go to New York) (Regieassistent)
- 1976: Schlacht um Midway (Midway) (Regiepraktikant)[1]
- 1977: Marschier oder stirb (March or die) (Regieassistent)
- 1977: Schwarzer Sonntag (Black Sunday) (Regieassistent)
- 1979: Apocalypse Now (Regieassistent)
- 1979: Elvis (Regieassistent)
- 1980: The Fog – Nebel des Grauens (The Fog) (Regieassistent)
- 1981: Cutter’s Way – Keine Gnade (Cutter’s Way) (Regieassistent, Koproduktion)
- 1981: Die Klapperschlange (John Carpenter’s Escape from New York)
- 1984: Starman (John Carpenter’s Starman)
- 1986: Big Trouble in Little China
- 1987: Die Fürsten der Dunkelheit (John Carpenter’s Prince of Darkness)
- 1988: Sie leben (John Carpenter’s They Live)
- 1991: Rocketeer – Der Raketenmann (The Rocketeer)
- 1996: Mars Attacks! (Produzent)
- 1999: October Sky (Produzent)
- 2001: Jurassic Park III (Produzent)
- 2003: Hulk (Produzent)
- 2005: Batman Begins (Produzent)
- 2008: Die Geheimnisse der Spiderwicks (The Spiderwick Chronicles) (Produzent)
- 2009: 2012 (Produzent)
- 2011: Anonymus (Anonymous) (Produzent)
- 2013: White House Down (Produzent)
- 2016: Independence Day: Resurgence (Produzent)
- 2018: Der Nussknacker und die vier Reiche (The Nutcracker and the Four Realms) (Produzent)

## Auszeichnungen
- 2002: Nominierung für die Schlechteste Neuverfilmung oder Fortsetzung von Jurassic Park III